# 38.º Prêmio Angelo Agostini
O 38.º Prêmio Angelo Agostini (também chamado Troféu Angelo Agostini) foi um evento organizado pela Associação dos Quadrinhistas e Caricaturistas do Estado de São Paulo (ACQ-ESP) com o propósito de premiar os melhores lançamentos brasileiros de quadrinhos de 2021 em diferentes categorias.

## História
Devido à pandemia de COVID-19, o 36.º Prêmio Angelo Agostini, que deveria ter ocorrido em 2020, foi realizado em janeiro de 2021. Esse problema se manteve na edição seguinte, que focou na produção de quadrinhos de 2020, mas que teve sua votação, em caráter de emergência, realizada no início de 2022. Com a realização desta nova edição no segundo semestre de 2022, o cronograma correto foi restabelecido.
Os indicados em cada categoria, definidos pela comissão organizadora do prêmio, foram divulgados no dia 13 de julho no blog oficial da AQC-ESP. A votação popular (aberta a qualquer pessoa interessada na valorização da produção nacional de HQ e dos profissionais e admiradores do gênero) começou no mesmo dia, sendo realizada até 7 de agosto.
Após a apuração, foram contabilizados 7 mil votos válidos, a maior quantidade desde 2016, quando a premiação passou a utilizar o atual sistema de votação. Os vencedores foram divulgados em 27 de agosto de 2022 e a cerimônia de premiação foi realizada em 13 de novembro às 15ː00.

## Prêmios
| Categoria                              | Vencedor(es) | Outros indicados |
| -------------------------------------- | --- | --- |
| Mestre do Quadrinho Nacional           | José Márcio Nicolosi | Eleitos pela comissão organizadora |
| Mestre do Quadrinho Nacional           | Lilian Mitsunaga | Eleitos pela comissão organizadora |
| Mestre do Quadrinho Nacional           | Santiago | Eleitos pela comissão organizadora |
| Mestre do Quadrinho Nacional           | Sergio Macedo | Eleitos pela comissão organizadora |
| Desenhista                             | Bianca Mól Não Ligue, Isso É Coisa de Mulher! | - André Kitagawa (Risca Faca) - Caio Oliveira (Cantinho do Caiô; Jesus Sama) - Daniel Sousa (Dossiê Bizarro) - Flavio Soares (O Crime de Lorde Arthur Savile; Zico: 50 anos de futebol em quadrinhos) - Julio Shimamoto (Calafrio; Dossiê Bizarro) - Marcel Bartholo (A Vida Eterna; Calafrio; Dossiê Bizarro; Noite na Taverna) - Mario Cau (Anne de Green Gables em Quadrinhos; Pieces: parte de mim) - Orlandeli (Chico Bento: Verdade; O Mundo de Yang: Dois Cortes) - Shiko (Carniça e a Blindagem Mística) |
| Roteirista                             | Leandro Assis e Triscila Oliveira Confinada | - Alex Mir (Dossiê Bizarro; Almanaque Guará) - Clarice França (Dossiê Bizarro; Gibi de Menininha Apresenta: Carla) - Daniel Esteves (O Médico e o Monstro em Quadrinhos) - Edgar Franco (Licanarquia; Renovaceno) - Eduardo Ferigato (Piteco: Presas) - Gérson Luiz Borlotti Teixeira (Aventuras Disney; Zé Carioca: Viagens Fantásticas) - Larissa Palmieri (Anne de Green Gables em Quadrinhos) - Lillo Parra (O Corcunda de Notre Dame em Quadrinhos; Mestres do Terror) - Marcello Quintanilha (Escuta, Formosa Márcia) |
| Lançamento                             | Confinada Leandro Assis e Triscila Oliveira (Todavia) | - Anne de Green Gables em Quadrinhos (Larissa Palmieri, Mario Cau e Fabi Marques / Principis) - Brega Story (Gidalti Jr. / Brasa) - Como Eu Sobrevivi à Covid-19 e Seus Amigos (Guabiras / Draco) - Depois Que o Brasil Acabou (João Pinheiro / Veneta) - Escuta, Formosa Márcia (Marcello Quintanilha / Veneta) - Kriança Índia (Rafa Campos e Álvaro Maia / Universo Guará) - O Crime de Lorde Arthur Savile (Flavio Soares / Ultimato do Bacon) - Piteco: Presas (Eduardo Ferigato / Panini) - Quadrinhos Queer (Ellie Irineu, Gabriela Borges e Guilherme Smee, orgs. / Skript) |
| Troféu Jayme Cortez                    | Alessandro Garcia Ministério dos Quadrinhos | - Afonso Andrade [curador] - Edição de Artista: Aventuras do Anjo (editora Figura) [publicação] - G.I.B.I.S. (Cris Peter e Gustavo Peter) [documentário] - Gico HQ [canal de YouTube] - Graphic Books (editora Criativo e selo GRRR!) [publicação] - Guia dos Quadrinhos [site] - Quadrinhos do Brasil vol.1 (Heitor Pitombo / editora Heroica) [livro] - Revistas Calafrio e Mestres do Terror (editora Ink & Blood) [publicação] - TV Calafrio (Cassio Witt e Daniel Saks) [canal de YouTube] |
| Fanzine                                | Tchê nº 45 Denilson Reis | - AAAHHRTE!! nº 31 (Wagner Teixeira) - Autônomanão é Autônoma (Gabizine) - Dito, o Bendito nº 0 (Érico San Juan) - Gibilândia nº 13 (Roberto Guedes) - HQ Memories nº 1 (Luigi Rocco) - Juvenatrix nº 226 (Renato Rosatti) - Mundo Gibi nº 5 (Paulo Kobielski) - Porretinho nº 4 (Igor Villa) - Status Comics nº 5 (Roberto Guedes) |
| Cartunista, chargista ou caricaturista | Renato Aroeira | - Carol Cospe Fogo - Duke - Helô D'Angelo - Gilmar - Guabiras - Janete - Nando Motta - Quinho - Geuvar Oliveira |
| Lançamento independente                | Não Ligue, Isso É Coisa de Mulher! Bianca Mól, Eliane Bonadio, Fabiana Signorini, Flávia Gasi, Ligia Zanella, Luiza Lemos, Mari Santtos, Nanda Alves, Renata C B Lzz e Roberta Cirne | - Alice Através do Muro (Eric Peleias, Luke Ross e Marco Lesko) - Anésia & Dolores (Will Leite) - Aymará (Rita Foelker e Laudo Ferreira) - Gibi de Menininha Apresenta: Carla (Clarice França e Kátia Schittine) - Marielle Franco: Raízes (Instituto Marielle Franco) - O Mundo de Yang: dois cortes (Orlandeli) - Pieces: parte de mim (Mario Cau) - Tripas do Fráuzio (Marcatti) - Você Não Me Conhece (Guilherme de Sousa) |
| Web quadrinho                          | Téo & o Mini Mundo Caetano Cury | - Cantinho do Caio (Caio Oliveira) - Cientirinhas (Marco Merlin) - Linha do Trem (Raphael Salimena) - Os Santos (Leandro Assis e Triscila Oliveira) - Rico Cartum (Rico) - Tirinhas do Cerrado (Evandro Alves) - Tirinhas do Junião (Antonio Junião) - Turma do Cabeça Oca (Christie Queiroz) - Will Tirando (Will Leite) |
| Colorista                              | Orlandeli Chico Bento: Verdade | - Fabi Marques (Anne de Green Gables em Quadrinhos) - Fabiana Signorini (Z: A Marca da Liberdade) - Fernando Ventura (Aventuras Disney; Zé Carioca: Viagens Fantásticas) - Flavio Soares (O Crime de Lorde Arthur Savile) - Marcelo Costa (Almanaque Guará) - Mariane Gusmão (Gioconda) - Talessak (Amarelo Seletivo) - Thais Leal (Cansei de Ser Monstro) - Yoshi Itice (Eventos Semiapocalípticos: Rafael) |
| Lançamento infantil                    | Chico Bento: Verdade Orlandeli (Panini) | - Cansei de Ser Monstro (Guilherme de Sousa e Thais Leal / independente) - Como Fazer Amigos e Enfrentar Alienígenas (Eric Peleias e Gustavo Borges / independente) - Crisálida (Vinicius Velo / Universo Guará) - Escola de Passarinhos: o novo anormal (João Marcos Mendonça / Gulliver) - O Voo da Lola (Laerte Coutinho / Cachalote) - Tê Rex: Zapzombie (Marcel Ibaldo e Marcelli Ibaldo / AVEC) - Uma Nuvem no Seu Oliveira (Phellip Willian e Eduardo Ribas / independente) - Zé Carioca: Viagens Fantásticas nº 1 (Eli Leon, Fernando Ventura, Gérson Luiz Borlotti Teixeira, Irineu Soares Rodrigues, Lederly Mendonça, Luiz Podavin, Moacir Rodrigues Soares, Paulo Maffia e Toni Caputo / Culturama) - Zeca e o Mistério dos Irmãos Lumière (Gabriel Manetti e Gabriel Sozzi / Geektopia) |